# ホロヴィッツとの対話
『ホロヴィッツとの対話』は、三谷幸喜作・演出による日本の演劇作品。

## 概要
2013年2月9日から3月10日まで、パルコ劇場にて上演された。『コンフィダント・絆』（2007年）、『国民の映画』（2011年）に続く三谷幸喜の海外芸術家シリーズの3作目。
物語は、主人公であるピアノ調律師フランツ・モアと彼が支えた天才ピアニストの一人ウラディミール・ホロヴィッツとの、ある一夜の会話を中心に展開する。登場する人物は、モアとその妻、ホロヴィッツとその妻の4人のみという構成である。
ちなみに渡辺謙はこの作品で28年ぶりにパルコ劇場の舞台に立つ。一方和久井映見は初めての舞台作品となる
。

## あらすじ
ある日、ホロヴィッツがモアの家で夕食を食べたいと言いだす。モア家では、世界的なピアノの巨匠を自宅に招くことになり、その準備にてんやわんやするフランツと妻のエリザベス。ところが気紛れなホロヴィッツは、出発前に行きたくないとだだをこねたり、モアの家についてからも妻のワンダと共に気紛れぶりを発揮するなど、フランツとエリザベスは2人に振り回されることになる。 

## 登場人物
- フランツ・モア：渡辺謙
スタインウェイ・アンド・サンズ専属のピアノ調律師。20世紀のピアノの巨匠たちの演奏を裏方として支え続ける。
- ウラディミール・ホロヴィッツ：段田安則
ピアニスト。20世紀における世界的なピアノの巨匠といわれる。
- エリザベス・モア：和久井映見
モアの妻。
- ワンダ・ホロヴィッツ：高泉淳子
ホロヴィッツの妻。